# Aulacorthum dasi
Aulacorthum dasi är en insektsart. Aulacorthum dasi ingår i släktet Aulacorthum och familjen långrörsbladlöss. Inga underarter finns listade i Catalogue of Life.